# American School of Paris
Die American School of Paris (ASP) ist eine private, gemischte Ganztagsschule in Saint-Cloud, einem Vorort von Paris, Frankreich. Sie wurde im Jahr 1946 kurz nach dem Ende des Zweiten Weltkriegs durch die gemeinsamen Anstrengungen der amerikanischen Botschaft und der American Express Company gegründet. Es ist die älteste amerikanische Schule in Europa. In der Studentenschaft sind mehr als 60 Nationen vertreten, die in Englisch als primärer Sprache unterrichtet werden.

## Geschichte
ASP wurde als erste International School in Europa etabliert und blieb die einzige amerikanische Schule in Frankreich.
Die Schule wurde 1946 gegründet, um den Kindern derer, die nach dem Ende des Zweiten Weltkrieges nach Paris kamen, eine Schule zu bieten. Sie bietet bis heute eine Ausbildung in englischer Sprache für Kinder aus Diplomaten- und Businessfamilien.
Von 1959 bis 1967 war der Standort der Schule in Louveciennes, einem Vorort von Paris, zwischen Saint Germain en Laye und Versailles. Die Grundschule war in einer Anzahl von Trailer Homes westlich der Rue de la Machine untergebracht, die Mittelschule in der Nähe in einem französischen Herrenhaus und die High School in dem Haus der berühmten französischen Kurtisane und Geliebten des Königs Ludwig XV., Madame Du Barry (1743–1793).
Im Jahr 1959 wurde das Haus von der American School of Paris umgebaut, während der Umbauten und der Reinigung wurden dort Hinterlassenschaften der Nazis gefunden. Zur Zeit des Zweiten Weltkriegs wurde das Haus von den Deutschen genutzt, während Mitglieder der Résistance aus den Tunnels im Untergrund im Widerstand tätig waren. Die Schule konnte keine neuen Gebäude auf dem Gelände errichten, da die Stabilität durch die Tunnels gefährdet wurde, deren umliegendes Gestein früher für Bauten in Paris verwendet wurde. Im Jahr 1967 zog die Schule an den aktuellen Standort in Saint-Cloud, einen ehemaligen Standort einer Schule der amerikanischen Streitkräfte. Viele Verbesserungen sind dort seither gemacht worden.
Im April 2006 verwüstete eine Sturzflut einen großen Teil des Schulgeländes in St. Cloud und zerstörte mehrere Klassenräume und Einrichtungen. In der Folge der Flut wurde eine Kampagne gestartet, um die Einrichtung zu renovieren und modernisieren. Das führte zur Wiedereröffnung einer renovierten Lower School und einem modernen Performing Arts Center.

## Campus

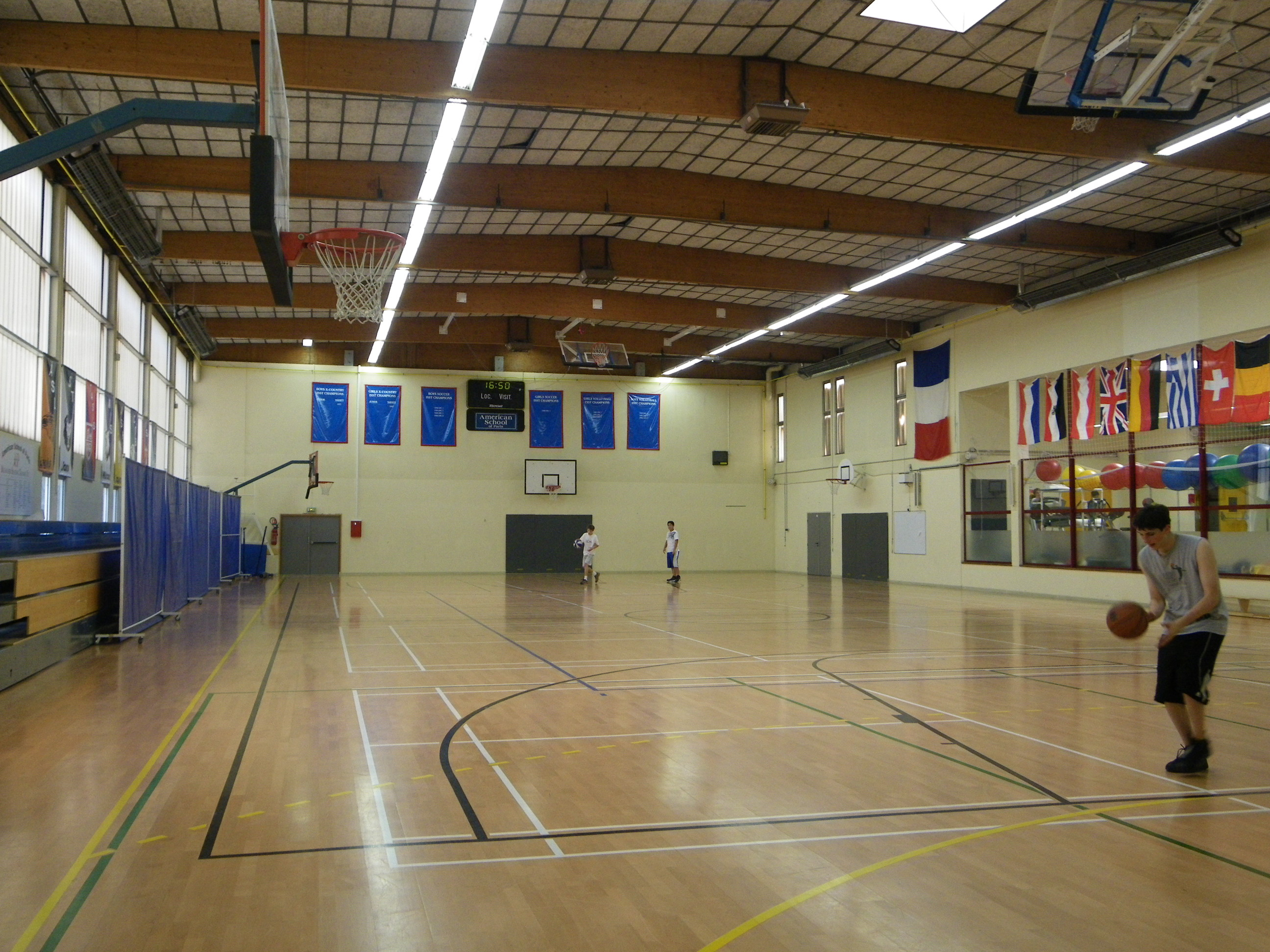
Kürzlich renovierte ASP-Sporthalle

Neben der Paris American High School liegt eine Schule des französischen Verteidigungsministeriums.
Der ASP-Campus belegt eine Gesamtfläche von 10 Acre  und ist damit eine der größten internationalen Schulen in der Region Paris.
Neben den Lower-, Middle- und Upper School Sektionen beherbergt der Campus der ASP eine Reihe von studentischen Einrichtungen in mehreren Gebäuden. Viele von ihnen wurden teilweise oder vollständig renoviert, darunter eine der beiden großen Turnhallen sowie kürzlich das Performing Arts Center.
Weitere Einrichtungen auf dem ASP-Campus, die für alle Schüler nutzbar sind:
- Zwei Bibliotheken, beide mit umfangreichen Medien-Ressourcen,
- vier Computer/IT-Labore
- ein gut ausgestattetes Sport-Trainings-Center
- zwei Fitness-Center
- ein Fußballplatz
- zwei Basketballplätze
- ein Baseball-/Softballstadionplatz
- neun, neu-renovierte wissenschaftliche Labore
- ein Oberstufen-Sprach-Labor
- umfangreiche visuelle Kultur- und Unterhaltungseinrichtungen
- Ein Outdoor-Naturforschungsgebiet mit einem Teich
- zwei Cafeterias
- eine Senior lounge

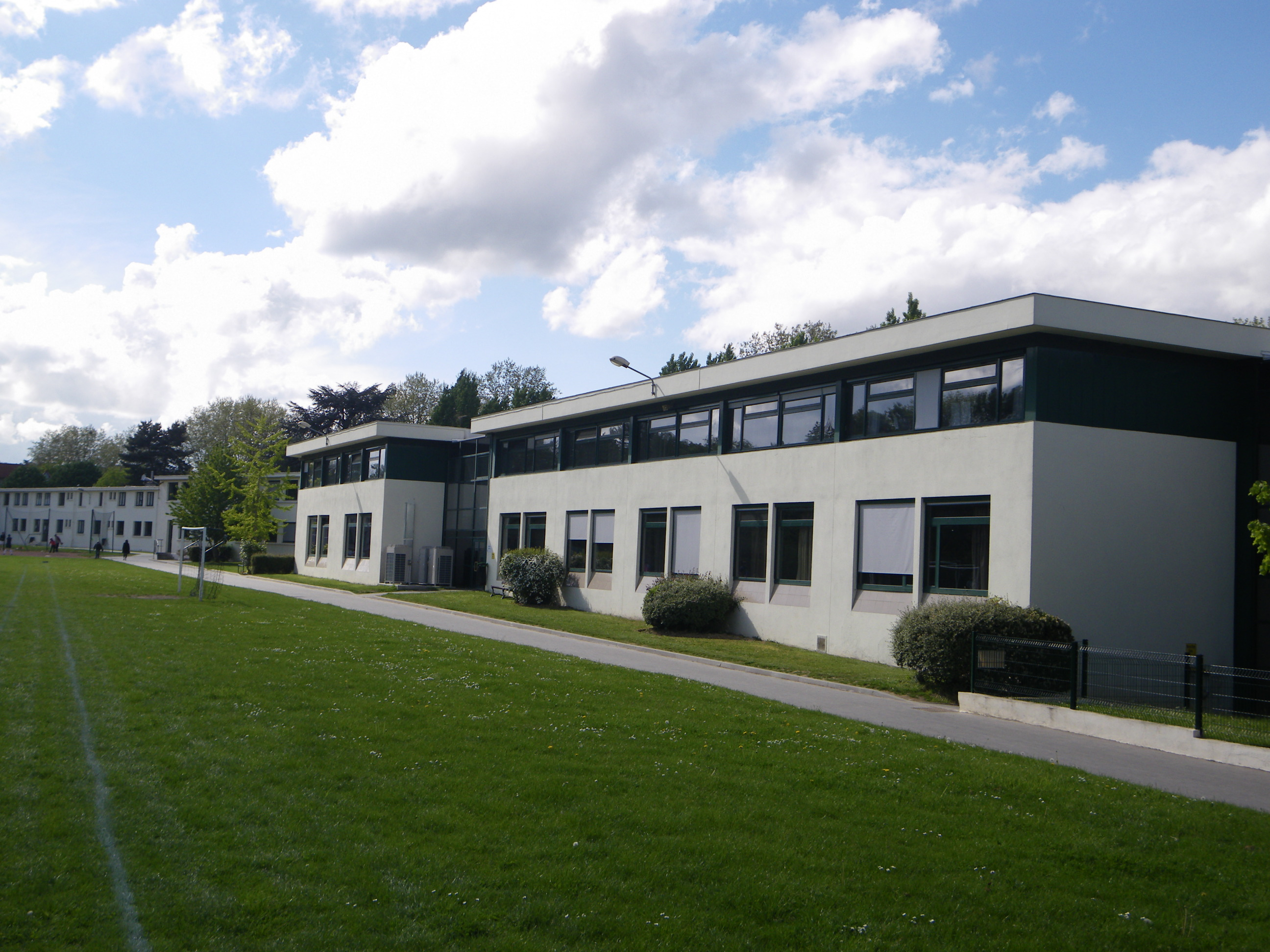
Das Upper School Gebäude
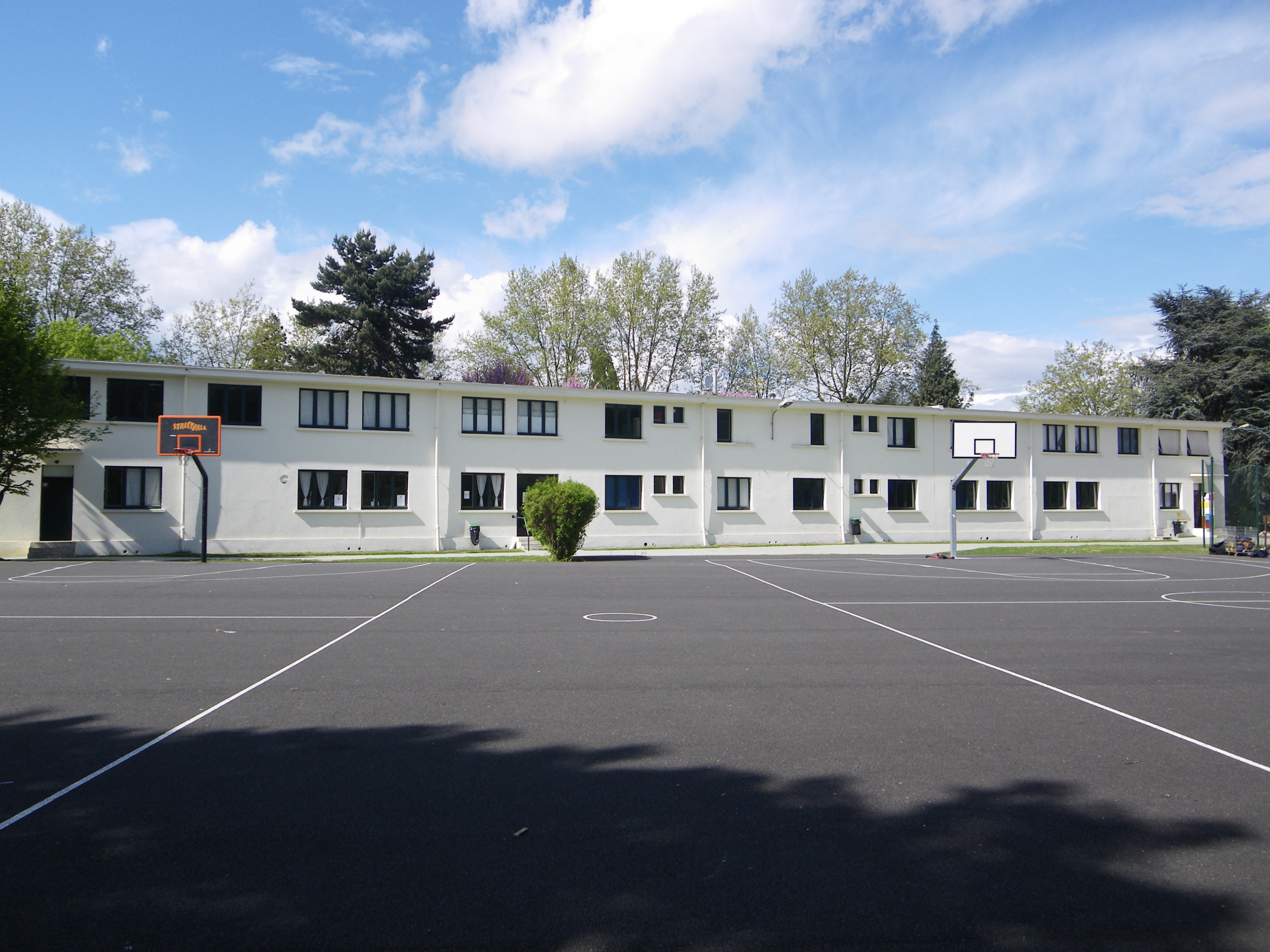
Erweiterungsgebäude und Basketballplatz
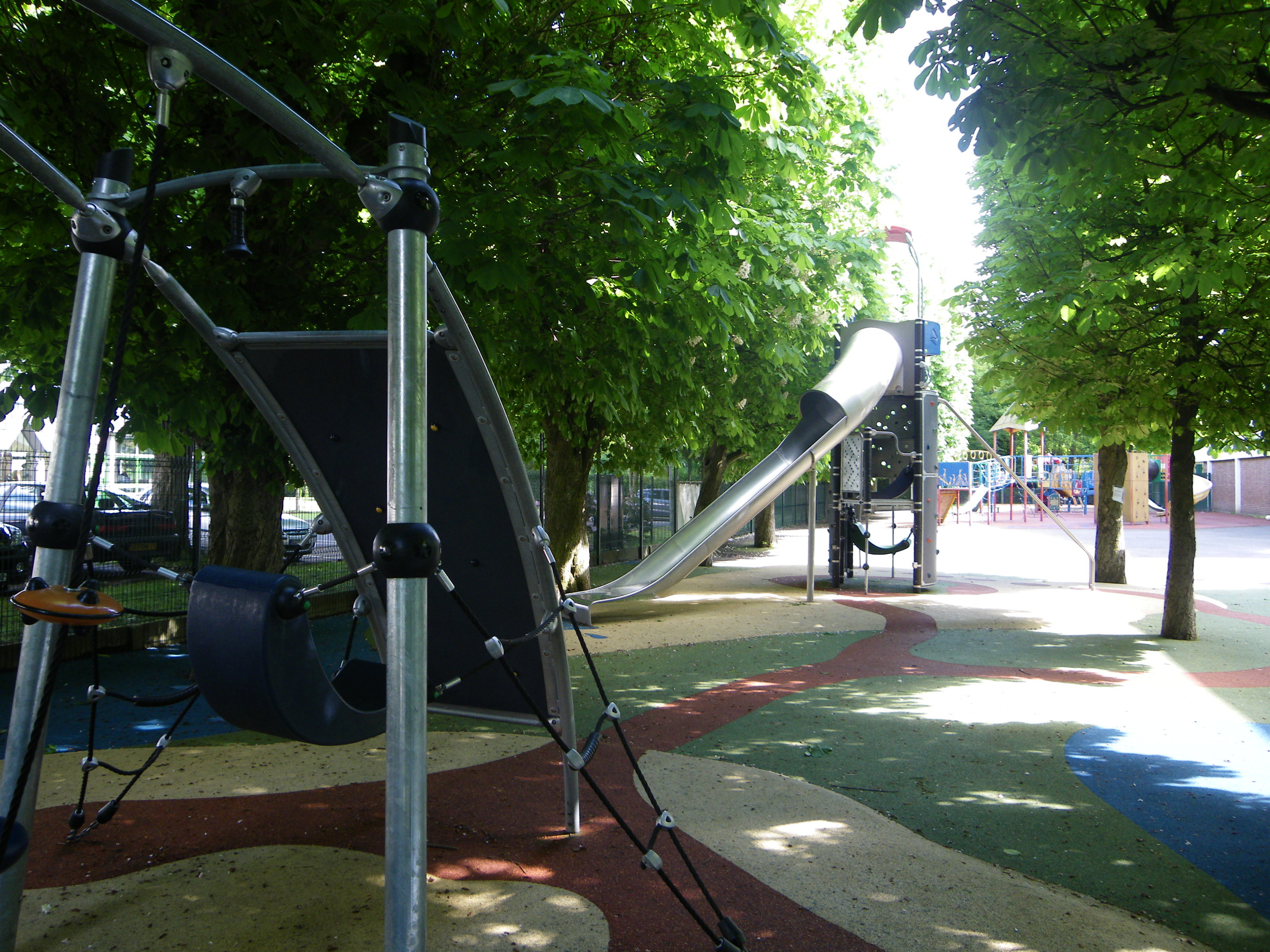
Lower School Spielplatz

## Bildung
Die Upper School bietet über 350 Studenten aus fast 50 Ländern eine Ausbildung. ASP ist eine College-vorbereitende Schule und bietet das amerikanische High School Diploma, Advanced Placement und als IB World School wird das International Baccalaureate seit mehr als 30 Jahren angeboten. Neben IB und AP-Klassen bietet die American School of Paris eine Vielzahl von Wahlmöglichkeiten und sportlichen Programmen.

## Demografie
Die American School of Paris ist in drei Abteilungen zur Sicherstellung entwicklungs- und altersgerechter Ausbildung der Studenten organisiert.
Gegliedert in Lower School (4–10 Jahre), Middle School (11–13 Jahre) und Upper School (14–18 Jahre).
42 % der Studierenden sind Amerikaner, aber die Studenten kommen aus fast 60 Ländern, davon 8 % aus Frankreich. Mehr als 95 % der Schüler sind Kinder von Diplomaten oder ähnlichen Familien. Die ASP übernimmt Studenten ohne Englisch-Kenntnisse bis zum Alter von 8 Jahren und verfügt über umfangreiche Förderprogramme zum Erlernen der englischen Sprache und andere Unterstützungen vom Kindergarten bis zur 12. Klasse.
Darüber hinaus wird ein erweitertes englischsprachiges Programm für mehr als 2.000 französische Kinder pro Jahr angeboten.

## Mitgliedschaften
Die American School of Paris ist akkreditiert bei der Middle Schools Association und dem Council of International Schools (CIS) sowie Mitglied der National Association of Independent Schools, des European Council of International Schools (ECIS), der Mediterranean Association of international schools und des Council for Advancement and Support of Education.
Die Schule ist als Association Loi 1901 (Not-For-Profit-)Organisation in Frankreich registriert. Es wird von einem Kuratorium, bestehend aus Mitgliedern der Schulgemeinschaft und der Leitung der Schule geleitet.

## Studentische Aktivitäten
ASP bietet eine Vielzahl von außerschulischen Aktivitäten für Schüler in der Lower-, Middle- und Upper School gleichermaßen. Die Upper School allein bietet Dutzende von außerschulischen Aktivitäten, Lunch-Clubs und Charity-Initiativen. Viele sind komplett studentisch.
Zu den studentischen Gruppen und Aktivitäten auf der American School of Paris gehören:
- Studentenrat
- National Honor Society
- Model United Nations
- Yearbook
- Habitat for Humanity
- Amnesty International
- Global Issues Network
- The Filmmakers' Society
- Romanian's Children Relief Club
- India Club
- Kenya Club
- Kids Home Club
- Helping Hands Club
- Green Team (ein studentischer Klub, der das Umweltbewusstsein in der Gemeinde fördert)
- Jazz Band
- Honor Chor
- A-cappella-Chor (Spitzname „Trebels“)
- Streicherensemble
- Drama/musical-Produktion
- INK (Literaturmagazin)
- ASPire (Schulzeitung)
- Lower School Girl Scouts
- Tutoring Club
- App Programming Club, or „Mocha Club“

## Sport
Neben den zahlreichen außerschulischen Aktivitäten bietet die Schule auch ein außergewöhnlich starkes Sportprogramm. Das Schulgelände verfügt über zwei große Sporthallen, ein Fußball-Feld, einen Softball-Platz, zwei Basketball-Plätze und ein gut ausgestattetes Trainingszentrum.
Während des ganzen Jahres können Middle- und Upper School-Schüler sich an einer Reihe von verschiedenen Sportarten auf einer Uni- oder Junior Varsity-Ebene zu beteiligen. Am Ende jeder Saison haben sie auch die Möglichkeit, sich an den International Schools Sports Turnieren in verschiedenen europäischen Städten veranstaltet, zu beteiligen.
Das Maskottchen für alle Sportmannschaften ist der Rebell, daher werden die Schul-Sport-Teams als die ASP Rebellen bezeichnet.
An der Schule werden als Sportarten angeboten:
- Baseball
- Basketball
- Crosslauf
- Golf
- Fußball
- Softball
- Schwimmen
- Tennis
- Leichtathletik
- Volleyball
- Rugby

## Alumni
- Eva Green, Schauspielerin (Casino Royale)
- James L. Jones, früherer Nationaler Sicherheitsberater unter US-Präsident Obama
- Les Irrésistibles, Popgruppe der 1960er und 1970er Jahre
- Charles Martinet, Synchronsprecher von Mario, dem Star von Nintendos Videospiel
- Christiaan Bailey, Profi-Surfer, Skateboarder und mehrfacher Weltrekordler